# Takafumi Kanazawa
Takafumi Kanazawa (født 25. april 1981) er en tidligere japansk fodboldspiller.
Han har spillet for flere forskellige klubber i sin karriere, herunder Ventforet Kofu og Mito HollyHock.